# Paramblesthidopsis ochreosignata
Paramblesthidopsis ochreosignata là một loài bọ cánh cứng trong họ Cerambycidae.